# Dekanat Olsztyn II – Zatorze
Dekanat Olsztyn II – Zatorze – jeden z 33 dekanatów w rzymskokatolickiej archidiecezji warmińskiej.

## Parafie
W skład dekanatu wchodzi 9 parafii:
- parafia św. Katarzyny Aleksandryjskiej – Brąswałd
- parafia św. Szymona i Judy Tadeusza Apostołów – Dywity
- parafia św. Rozalii – Kieźliny
- parafia Jezusa Chrystusa Króla Wszechświata – Olsztyn
- parafia św. Anny – Olsztyn
- parafia św. Józefa – Olsztyn
- parafia Najświętszej Maryi Panny Różańcowej – Różnowo
- parafia św. Mikołaja – Sętal
- parafia Najświętszej Maryi Panny Nieustającej Pomocy – Słupy

## Sąsiednie dekanaty
Barczewo, Dobre Miasto, Olsztyn I – Śródmieście, Olsztyn III – Gutkowo